# Guerre sino-tibétaine
La guerre sino-tibétaine (nom donné hors de Chine, traduit en chinois par 中藏战争 (zhōngzàng zhànzhēng)), appelé en Chine, différent frontalier Xikang-Tibet (康藏边界纠纷, kāng-zàng biānjiè jiūfēn)[réf. nécessaire] est une guerre qui se déroula de 1930 à 1933 et opposa l'armée tibétaine de Thubten Gyatso, le 13e dalaï-lama, et la clique du Sichuan, dirigée par Liu Wenhui, soutenue par le Kuomintang. Elle eut pour objet le contrôle du Xikang. Le conflit s'embrasa sur un litige sur les monastères bouddhiques de cette région et le contrôle du Kham. Mais le Tibet ouvrit par la suite en 1932 un second conflit parallèlement à celui-ci, la guerre Tibet-Qinghai, pour le contrôle de l'Amdo. Dès lors, le seigneur de la guerre de la clique des Ma, Ma Bufang, expédia secrètement un télégramme au seigneur de la clique du Sichuan, Liu Wenhui, et à Tchang Kaï-shek, le nouveau maître de la République de Chine, pour coordonner leurs forces, ce qui aboutit à ce qui suggère une attaque conjointe sur les forces dispersées tibétaines. Le Tibet ne put résister et faire face sur les deux fronts. Il fut donc totalement défait. Il perdit alors tout le Kham oriental au profit du Sichuan[réf. nécessaire] et une grande partie de l'Amdo pour la clique des Ma.

## Contexte
Les racines du conflit plongent dans la zone frontalière mouvante séparant le territoire tenu effectivement par le gouvernement tibétain, le territoire théoriquement tenu par la république de Chine mais sous contrôle de la clique du Sichuan, et une zone dominée par une majorité de Tibétains, liée à Lhassa par des liens de suzeraineté mais assez autonome et incluse dans des provinces chinoises. C'est le cas de la province du Qinghai, englobant l'Amdo tibétain et le Kham, englobé dans le Xikiang. 
Le Kham, après la révolution chinoise de 1911, avait été incorporé dans une province plus vaste, le Xikiang. Or, une partie du Xikiang était sous le contrôle de la clique du Sichuan. Le Kham proprement dit appartenait au Tibet. Lorsque le Tibet proclama unilatéralement son indépendance le 14 février 1913, de nombreux litiges eurent lieu pour délimiter sa frontière surtout à propos de l'Amdo et du Kham. La convention de Simla de 1914 puis le traité de Rongbatsa tentèrent de régler ces litiges. Mais, de facto, le Tibet y exerçait une autorité spirituelle et une suzeraineté dans ces régions fortement peuplés de tibétains.

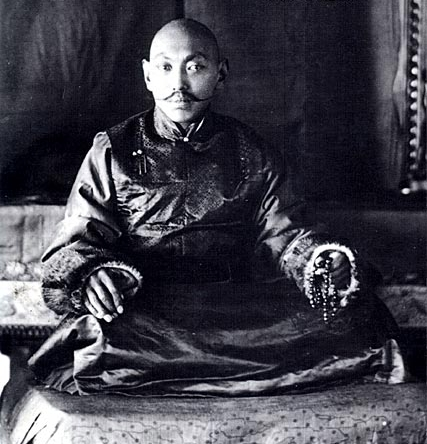
Thubten Gyatso, 13e Dalaï-Lama.

La situation évolua à partir des tensions croissantes entre le 13e dalaï-lama, Thubten Gyatso, et le 9e Panchen-Lama, Thubten Choekyi Nyima. Afin de réduire les pouvoirs de ce dernier qui, à l'époque, régnait sur une région de fait autonome autour de Shigatsé, Thubten Gyatso exigeait le paiement de nouveaux impôts féodaux. Cela finit par provoquer l'exil de l'influent 9e panchen-Lama en Chine. La complexe relation de pouvoir entre Lhassa et les multiples dignitaires religieux locaux en fut déséquilibrée par des rivalités et des contestations d'obédiences et provoqua in fine l'étincelle qui mit le feu aux poudres.

## Déroulement

### Le casus belli et les premiers combats

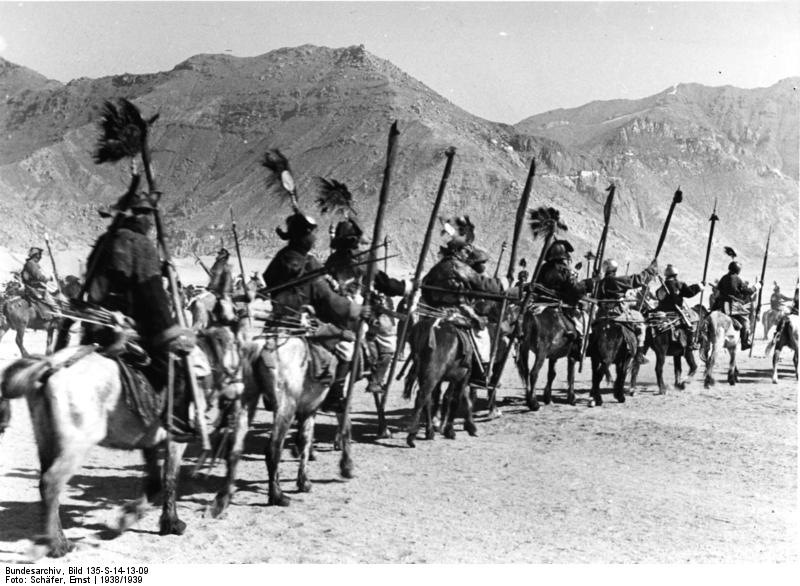
Cavalerie tibétaine, années 1930.

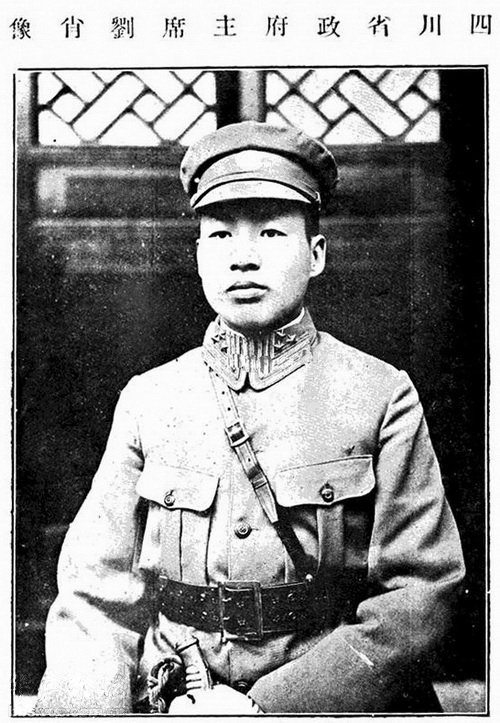
Liu Wenhui.

Le casus belli a eu pour origine une dispute très locale. Le chef de Beri, dans la région de Hor, confisqua en 1930 les propriétés du monastère tibétain de Nyarong. Le chef de Beri y avait été incité par les partisans du 9e Panchen-Lama. Le lama de Nyarong, ayant perdu son monastère, demanda de l'aide au monastère Dhargyä. Lorsque le lama de Nyarong et les moines du monastère de Dhargyä reprirent le contrôle du monastère de Nyarong en juin 1930, le chef de Beri fit appel à son suzerain, le seigneur de la guerre de la clique du Sichuan Liu Wenhui. Depuis le Sichuan, des unités de Liu Wenhui reprirent rapidement le contrôle de la région. C'est à ce moment qu'à son tour, le lama de Dhargyä demanda de l'aide au gouvernement tibétain. Ce dernier y envoya une partie de son armée pour conquérir Beri et chassèrent l'armée de Liu Wenhui.
Le Kuomintang envoya alors un émissaire musulman hui, Tang Kesan, pour négocier un cessez-le-feu tandis que l'armée de la clique du Sichuan subissait défaite sur défaite. Une trêve fut donc finalement conclue. Mais Tang Kesan reçut l'ordre de la part de Ma Fuxiang, président de la commission des affaires mongoles et tibétaines, de violer et dénoncer ce cessez-le-feu qu'on venait de négocier car il craignait que les opposants de Tchang Kaï-shek n'utilisent ce conflit à leur avantage pour le discréditer.
La guerre s'est donc poursuivit en 1931 et en 1932 durant lesquels l'armée tibétaine attaqua à plusieurs reprises Liu Wenhui mais y furent souvent repoussées. Mais la situation militaire était alors globalement en faveur de Lhassa qui contrôlait une bonne partie du Kham. 
Les choses basculèrent lorsque le Tibet se lança dans une seconde guerre pour recouvrer l'Amdo en 1932. Avec le déclenchement de la guerre Tibet-Qinghai, l'armée tibétaine devait se battre sur deux fronts éloignés.

### Le tournant du conflit: 1932

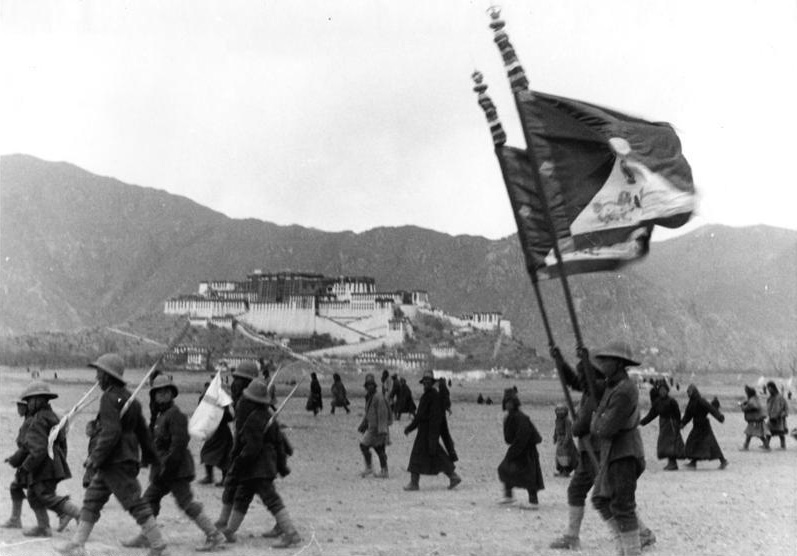
Soldats tibétains paradant à Lhassa.

Avec la guerre Tibet-Qinghai, Liu Wenhui se trouvait un puissant allié en la personne de Ma Bufang, seigneur de la guerre de la clique des Ma. Aussitôt, ce dernier coordonna ses opérations militaires avec Liu Wenhui pour briser l'armée tibétaine. L'objectif de guerre élaboré était désormais de conquérir tout le Xikang pour la Chine, officiellement, et pour leurs propres cliques officieusement. Ainsi, le général Ma de la 9e division, dite Kokonor en l'honneur du nom mongol à l'origine de la province du Qinghai, était entièrement composée de troupes hui musulmanes aguerries et préparées en vue d'une offensive contre les Tibétains,. Les troupes chinoises coalisées furent placées sous le commandement du général Ma Biao,.

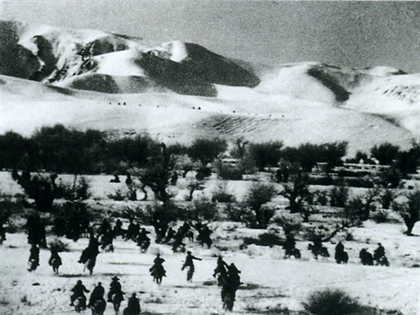
Cavalerie de la clique des Ma.

Très vite, L'armée de la clique des Ma écrasa les tibétains et les refoula en grande partie hors du Xikang. Shiqu, le Xian de Dêgê et d'autres xian furent ainsi perdus par Lhassa,,. Les tibétains furent rejetés de l'autre côté du fleuve Jinsha, et les deux seigneurs de la guerre chinois lancèrent un avertissement à Lhassa de ne plus envoyer aucun autre fonctionnaire tibétain par delà de ce fleuve. En outre, la guerre Tibet-Qinghai tournait également au désastre pour le Tibet. L'armée tibétaine commandée par Dan Chokorgon n'avait plus les capacités de retourner la situation. Plusieurs généraux tibétains se rendirent et furent ensuite rétrogradés par le dalaï-lama. En août 1932, les tibétains avaient perdu une grande partie de leur territoire du Kham à Liu Wenhui et de l'Amdo à Ma Bufang.

## Traités de paix et conséquences
Le dalaï-lama ouvrit alors les pourparlers de paix en envoyant un télégramme au vice-roi britannique de l'Inde pour se porter en médiateur. Le Royaume-Uni fit de fortes pressions à Nanjing pour que Tchang Kaï-shek impose aux cliques des Ma et du Sichuan un cessez-le-feu. Deux trêves séparées ont été signées par Ma et Liu Wenhui avec les Tibétains en 1933, mettant fin aux combats,,,. Le Tibet perdait définitivement tous ses territoires situées à l'est du fleuve Yangtse. Sa frontière était dès lors fixée le long du cours supérieur du Yangtse.
Ainsi, le Kham oriental était intégré au Sichuan[réf. nécessaire]. Le Tibet ne conservait que le Kham occidental. En revanche, Lhassa perdait une grande partie de l'Amdo sauf les provinces de Yushu et de Tanggulashan.[réf. nécessaire]
Le gouvernement chinois et Ma Bufang ne cessèrent, tout au long de la guerre, d'accuser la Grande-Bretagne de fournir des armes et des munitions aux forces tibétaines. Dans les faits, de très lourdes présomptions semblent le confirmer car, outre les efforts diplomatiques britanniques pour trouver un règlement au conflit, Londres et, plus tard, New Delhi ont formé et entraîné des unités tibétaines et les ont équipées durant toute la période de l'indépendance du Tibet allant de 1912 à 1951.